# 双角厚唇兰
双角厚唇兰（学名：Dendrobium forrestii）是兰科石斛蘭屬的一种植物。为中国特有植物，分布于中国的云南及西藏。